# Siergiej Chmielinin
Siergiej Chmielinin (ros. Сергей Xмелинин, ur. 24 czerwca 1953) – radziecki kolarz torowy i szosowy, złoty medalista torowych mistrzostw świata.

## Kariera
Największym sukcesem w karierze Siergieja Chmielinina jest zdobycie wspólnie z Wiaczesławem Jekimowem, Aleksandrem Krasnowem i Wiktorem Manakowem złotego medalu w drużynowym wyścigu na dochodzenie podczas rozgrywanych w 1987 roku torowych mistrzostw świata w Wiedniu. Na szosie jego największym sukcesem jest zajęcie drugiego miejsca w klasyfikacji generalnej belgijskiego wyścigu Ronde van België w 1988 roku. Chmielinin nigdy nie brał udziału w igrzyskach olimpijskich.